# L’Hôpital-Saint-Lieffroy
L’Hôpital-Saint-Lieffroy – miejscowość i gmina we Francji, w regionie Burgundia-Franche-Comté, w departamencie Doubs.
Według danych na rok 1990 gminę zamieszkiwały 74 osoby, a gęstość zaludnienia wynosiła 22 osoby/km² (wśród 1786 gmin Franche-Comté L’Hôpital-Saint-Lieffroy plasuje się na 669. miejscu pod względem liczby ludności, natomiast pod względem powierzchni na miejscu 933.).